# Tornei di tennis maschili nel 1925
Prima della nascita della cosiddetta "Era Open" del tennis, ossia l'apertura ai tennisti professionisti dei tornei che prima di quell'anno erano riservati ai tennisti dilettanti. Nel 1925 i tornei si distinguevano in pro e amatoriali: ai primi potevano partecipare solo i giocatori professionisti, mentre ai secondi potevano partecipare solo i tennisti dilettanti. Tutti i tornei più importanti erano amatoriali tra questi c'erano i tornei del Grande Slam: gli Australian Championships, gli Internazionali di Francia, il Torneo di Wimbledon e gli U.S. National Championships.

## Calendario

### Legenda
| Tornei amatoriali       |
| Tornei professionistici |

### Gennaio
| Settimana  | Torneo                                                                         | Vincitore                                    | Finalista                 | Semifinalisti | Eliminati ai quarti |
| ---------- | ------------------------------------------------------------------------------ | -------------------------------------------- | ------------------------- | ------------- | ------------------- |
| 5 gennaio  | Carlton Club First Meeting 1925 Cannes, Francia Terra rossa Singolare - Doppio | Henry George Mayes 6-2 6-2 6-2               | Charles Aeschliman        |               |                     |
| 5 gennaio  | Carlton Club First Meeting 1925 Cannes, Francia Terra rossa Singolare - Doppio |                                              |                           |               |                     |
| 19 gennaio | Gallia Club Championships 1925 Cannes, Francia Terra rossa Singolare - Doppio  | Henry George Mayes 6-1 6-1 6-0               | Charles Aeschliman        |               |                     |
| 19 gennaio | Gallia Club Championships 1925 Cannes, Francia Terra rossa Singolare - Doppio  |                                              |                           |               |                     |
| 26 gennaio | Australasian Championships 1925 Sydney, Australia Erba Singolare - Doppio      | James O. Anderson 11-9 2-6 6-2 6-3           | Gerald Patterson          |               |                     |
| 26 gennaio | Australasian Championships 1925 Sydney, Australia Erba Singolare - Doppio      | Pat O'Hara Wood Gerald Patterson 6-4 8-6 7-5 | James Anderson Fred Kalms |               |                     |
| 26 gennaio | Metropole Meeting 1925 Cannes, Francia Terra rossa Singolare - Doppio          | Henry George Mayes 6-1 6-1 6-1               | George Cholmondley        |               |                     |
| 26 gennaio | Metropole Meeting 1925 Cannes, Francia Terra rossa Singolare - Doppio          |                                              |                           |               |                     |

### Febbraio
| Settimana   | Torneo                                                                             | Vincitore                              | Finalista                  | Semifinalisti | Eliminati ai quarti |
| ----------- | ---------------------------------------------------------------------------------- | -------------------------------------- | -------------------------- | ------------- | ------------------- |
| 2 febbraio  | French Covered Court Championships 1925 Parigi, Francia Singolare - Doppio         | René Lacoste 3-6 6-1 6-1 3-6 6-4       | André Gobert               |               |                     |
| 2 febbraio  | French Covered Court Championships 1925 Parigi, Francia Singolare - Doppio         |                                        |                            |               |                     |
| 2 febbraio  | Nice Second Meeting 1925 Nizza, Francia Terra rossa Singolare - Doppio             | Uberto De Morpurgo 6-1 6-2 7-5         | Henry George Mayes         |               |                     |
| 2 febbraio  | Nice Second Meeting 1925 Nizza, Francia Terra rossa Singolare - Doppio             |                                        |                            |               |                     |
| 9 febbraio  | Carlton Club Second Meeting 1925 Cannes, Francia Terra rossa Singolare - Doppio    | Gordon Lowe 4-6 6-3 6-3 6-1            | Charles Aeschliman         |               |                     |
| 9 febbraio  | Carlton Club Second Meeting 1925 Cannes, Francia Terra rossa Singolare - Doppio    |                                        |                            |               |                     |
| 14 febbraio | Casino Heights Invitational 1925 New York, USA Parquet indoor Singolare - Doppio   | Bill Tilden 6-2 6-1 6-8 7-5            | Dean Mathey                |               |                     |
| 14 febbraio | Casino Heights Invitational 1925 New York, USA Parquet indoor Singolare - Doppio   |                                        |                            |               |                     |
| 16 febbraio | Torneo di Beaulieu 1925 Beaulieu-sur-Mer, Francia Terra rossa Singolare - Doppio   | Gordon Lowe 6-2 6-1 0-6 5-7 4-3 ritiro | Uberto De Morpurgo         |               |                     |
| 16 febbraio | Torneo di Beaulieu 1925 Beaulieu-sur-Mer, Francia Terra rossa Singolare - Doppio   |                                        |                            |               |                     |
| 23 febbraio | Buffalo Indoor 1925 Buffalo, USA Parquet indoor Singolare - Doppio                 | Bill Tilden 6-0 6-4 6-2                | Lawrence Rice              |               |                     |
| 23 febbraio | Buffalo Indoor 1925 Buffalo, USA Parquet indoor Singolare - Doppio                 | Watson Washburn E.T. Herdon            | James Davies Lawrence Rice |               |                     |
| 23 febbraio | Monte Carlo Cup 1925 Monte Carlo, Monte Carlo Terra rossa Singolare - Doppio       | Torneo non completato                  |                            |               |                     |
| 23 febbraio | Monte Carlo Cup 1925 Monte Carlo, Monte Carlo Terra rossa Singolare - Doppio       | Torneo non completato                  |                            |               |                     |
| 23 febbraio | Monte Carlo Cup 1925 Monte Carlo, Monte Carlo Terra rossa Singolare - Doppio       | Doppio misto: Torneo non completato    |                            |               |                     |
| 23 febbraio | Côte d'Azur Championships 1925 Cannes, Francia Terra rossa Singolare - Doppio      | René Lacoste 4-6 6-0 6-3 6-4           | Gordon Lowe                |               |                     |
| 23 febbraio | Côte d'Azur Championships 1925 Cannes, Francia Terra rossa Singolare - Doppio      |                                        |                            |               |                     |
| 27 febbraio | Bermuda International Championships 1925 Hamilton, Bermuda Erba Singolare - Doppio | Frederick Anderson 5-7 0-6 6-3 6-3 6-3 | Leighton Crawford          |               |                     |
| 27 febbraio | Bermuda International Championships 1925 Hamilton, Bermuda Erba Singolare - Doppio |                                        |                            |               |                     |

### Marzo
| Settimana | Torneo                                                                                           | Vincitore                               | Finalista                  | Semifinalisti                | Eliminati ai quarti |
| --------- | ------------------------------------------------------------------------------------------------ | --------------------------------------- | -------------------------- | ---------------------------- | ------------------- |
| Marzo     | Egyptian International Championships 1925 Il Cairo, Egitto Singolare - Doppio                    | Augustos Zerlendis                      | non conosciuta (bandiera)  |                              |                     |
| Marzo     | Egyptian International Championships 1925 Il Cairo, Egitto Singolare - Doppio                    |                                         |                            |                              |                     |
| 2 marzo   | Long Island Indoor 1925 New York, USA Parquet indoor Singolare - Doppio                          | Lloyd Larson 6-4 6-2 6-2                | Horace G. Orser            |                              |                     |
| 2 marzo   | Long Island Indoor 1925 New York, USA Parquet indoor Singolare - Doppio                          |                                         |                            |                              |                     |
| 2 marzo   | Riviera Championships 1925 Mentone, Francia Terra rossa Singolare - Doppio                       | Gordon Lowe 6-2 6-0 4-6 7-5             | Uberto De Morpurgo         |                              |                     |
| 2 marzo   | Riviera Championships 1925 Mentone, Francia Terra rossa Singolare - Doppio                       |                                         |                            |                              |                     |
| 5 marzo   | Jamaican International Championships 1925 Kingston, Giamaica Singolare - Doppio                  | Vincent Richards 6-3 6-2 3-6 6-4        | Takeichi Harada            |                              |                     |
| 5 marzo   | Jamaican International Championships 1925 Kingston, Giamaica Singolare - Doppio                  |                                         |                            |                              |                     |
| 9 marzo   | Dixie Championships 1925 Tampa, USA Terra rossa Singolare - Doppio                               | Robert Kinsey 6-4 7-5 6-2               | Douglas Watters            |                              |                     |
| 9 marzo   | Dixie Championships 1925 Tampa, USA Terra rossa Singolare - Doppio                               |                                         |                            |                              |                     |
| 9 marzo   | South of France Championships 1925 Nizza, Francia Terra rossa Singolare - Doppio                 | René Lacoste 6-1 6-4 6-3                | Gordon Lowe                |                              |                     |
| 9 marzo   | South of France Championships 1925 Nizza, Francia Terra rossa Singolare - Doppio                 |                                         |                            |                              |                     |
| 16 marzo  | Florida State Championships 1925 Palm Beach, USA Terra rossa Singolare - Doppio                  | Bill Tilden 6-3 7-9 6-1 6-4             | Manuel Alonso              |                              |                     |
| 16 marzo  | Florida State Championships 1925 Palm Beach, USA Terra rossa Singolare - Doppio                  |                                         |                            |                              |                     |
| 21 marzo  | Southeastern Championships 1925 Jacksonville, USA Terra rossa Singolare - Doppio                 | Bill Tilden 7-5 6-1 6-4                 | Vincent Richards           |                              |                     |
| 21 marzo  | Southeastern Championships 1925 Jacksonville, USA Terra rossa Singolare - Doppio                 | Bill Tilden Alfred Chapin 6-4 6-4 7-5   | Jack Caldwell S. Robertson |                              |                     |
| 28 marzo  | South Australian Championships 1925 Adelaide, Australia Erba Singolare - Doppio                  | Pat O'Hara Wood 2-6 1-6 6-3 7-5 6-4     | Richard Schlesinger        | Ernest T. Rowe Jack Cummings |                     |
| 28 marzo  | South Australian Championships 1925 Adelaide, Australia Erba Singolare - Doppio                  |                                         |                            | Ernest T. Rowe Jack Cummings |                     |
| 29 marzo  | South Atlantic States Championships 1925 Augusta, USA Singolare - Doppio                         | George Lott 0-6 5-7 6-4 8-6 6-3         | Takeichi Harada            |                              |                     |
| 29 marzo  | South Atlantic States Championships 1925 Augusta, USA Singolare - Doppio                         |                                         |                            |                              |                     |
| 30 marzo  | Torneo di Juan-les-Pins 1925 Juan les Pins, Francia Terra rossa Singolare - Doppio               | Jean Augustin 3-6 3-6 8-6 6-3 6-2       | Brame Hillyard             |                              |                     |
| 30 marzo  | Torneo di Juan-les-Pins 1925 Juan les Pins, Francia Terra rossa Singolare - Doppio               |                                         |                            |                              |                     |
| 30 marzo  | British Covered Court Championships 1925 Londra, Gran Bretagna Parquet indoor Singolare - Doppio | Sydney M. Jacob 3-6 7-5 6-0 3-6 6-3     | Patrick Spence             |                              |                     |
| 30 marzo  | British Covered Court Championships 1925 Londra, Gran Bretagna Parquet indoor Singolare - Doppio |                                         |                            |                              |                     |
| 31 marzo  | South African Championships 1925 Port Elizabeth, Sudafrica Terra rossa Singolare - Doppio        | Ivie Richardson 7–5, 7–5, 2–6, 4–6, 6–4 | Charles Winslow            |                              |                     |
| 31 marzo  | South African Championships 1925 Port Elizabeth, Sudafrica Terra rossa Singolare - Doppio        |                                         |                            |                              |                     |

### Aprile
| Settimana | Torneo                                                                                            | Vincitore                                    | Finalista                         | Semifinalisti | Eliminati ai quarti |
| --------- | ------------------------------------------------------------------------------------------------- | -------------------------------------------- | --------------------------------- | ------------- | ------------------- |
| aprile    | German Championships 1925 Berlino, Germania Terra rossa Singolare - Doppio                        | Otto Froitzheim 6-4 6-1 4-6 6-1              | Bela von Kehrling                 |               |                     |
| aprile    | German Championships 1925 Berlino, Germania Terra rossa Singolare - Doppio                        |                                              |                                   |               |                     |
| 5 aprile  | US Indoors 1925 New York, USA Parquet indoor Singolare - Doppio                                   | Jean Borotra 3-6 6-3 6-4 6-0                 | Frederick Anderson                |               |                     |
| 5 aprile  | US Indoors 1925 New York, USA Parquet indoor Singolare - Doppio                                   | Jean Borotra A. W. Asthaller 6-8 6-2 8-6     | Walson Washburn E.T. Herndon      |               |                     |
| 6 aprile  | Beausoleil Championships 1925 Monte Carlo, Monte Carlo Terra rossa Singolare - Doppio             | Henry George Mayes 6-1 4-6 6-3 6-1           | Brame Hillyard                    |               |                     |
| 6 aprile  | Beausoleil Championships 1925 Monte Carlo, Monte Carlo Terra rossa Singolare - Doppio             |                                              |                                   |               |                     |
| 13 aprile | British Hard Court Championships 1925 Torquay, Gran Bretagna Terra rossa Singolare - Doppio       | Patrick Spence 6-1 6-4 9-7                   | Charles Kingsley                  |               |                     |
| 13 aprile | British Hard Court Championships 1925 Torquay, Gran Bretagna Terra rossa Singolare - Doppio       |                                              |                                   |               |                     |
| 17 aprile | North & South Championships 1925 Pinehurst, USA Terra rossa Singolare - Doppio                    | Takeichi Harada 6-4 2-6 7-5 6-1              | Samuel Howard Voshell             |               |                     |
| 17 aprile | North & South Championships 1925 Pinehurst, USA Terra rossa Singolare - Doppio                    |                                              |                                   |               |                     |
| 20 aprile | Roehampton Hard Court Championships 1925 Roehampton, Gran Bretagna Terra rossa Singolare - Doppio | Patrick Spence 6-4 6-3 6-1                   | Randolph Lycett                   |               |                     |
| 20 aprile | Roehampton Hard Court Championships 1925 Roehampton, Gran Bretagna Terra rossa Singolare - Doppio |                                              |                                   |               |                     |
| 25 aprile | Greenbrier Invitational 1925 White Sulphur Springs, USA Terra verde Singolare - Doppio            | Bill Tilden 6-1 6-2 6-3                      | Francis Hunter                    |               |                     |
| 25 aprile | Greenbrier Invitational 1925 White Sulphur Springs, USA Terra verde Singolare - Doppio            | Francis Hunter Alfred Chapin 1-6 9-7 7-5 7-5 | Bill Tilden Samuel Howard Voshell |               |                     |
| 27 aprile | North London Hard Court Championships 1925 Highbury, Gran Bretagna Terra rossa Singolare - Doppio | Patrick Spence 6-3 6-3 6-3                   | H.S. Lewis-Barclay                |               |                     |
| 27 aprile | North London Hard Court Championships 1925 Highbury, Gran Bretagna Terra rossa Singolare - Doppio |                                              |                                   |               |                     |

### Maggio
| Settimana | Torneo                                                                                  | Vincitore                                    | Finalista                 | Semifinalisti | Eliminati ai quarti |
| --------- | --------------------------------------------------------------------------------------- | -------------------------------------------- | ------------------------- | ------------- | ------------------- |
| Maggio    | Southern California Championships 1925 Los Angeles, USA Cemento Singolare - Doppio      | Alan Herrington                              | non conosciuta (bandiera) |               |                     |
| Maggio    | Southern California Championships 1925 Los Angeles, USA Cemento Singolare - Doppio      |                                              |                           |               |                     |
| 15 maggio | Surrey Championships 1925 Surbiton, Gran Bretagna Erba Singolare - Doppio               | Gordon Crole-Rees 3-6 7-5 3-6 6-2 6-4        | Athar-Ali Fyzee           |               |                     |
| 15 maggio | Surrey Championships 1925 Surbiton, Gran Bretagna Erba Singolare - Doppio               |                                              |                           |               |                     |
| 17 maggio | North Side Championships 1925 University Heights, USA Singolare - Doppio                | Herbert Bowman 6-3 6-4 6-4                   | Irving Weinstein          |               |                     |
| 17 maggio | North Side Championships 1925 University Heights, USA Singolare - Doppio                |                                              |                           |               |                     |
| 22 maggio | Pennsylvania & Middle States Championships 1925 Filadelfia, USA Erba Singolare - Doppio | Bill Tilden 0-6 6-2 6-4 1-6 6-4              | Richard Norris Williams   |               |                     |
| 22 maggio | Pennsylvania & Middle States Championships 1925 Filadelfia, USA Erba Singolare - Doppio |                                              |                           |               |                     |
| 25 maggio | Middlesex Championships 1925 Chiswick Park, Gran Bretagna Erba Singolare - Doppio       | Noel Turnbull 6-1 3-6 4-6 6-1 6-4            | Edward Higgs              |               |                     |
| 25 maggio | Middlesex Championships 1925 Chiswick Park, Gran Bretagna Erba Singolare - Doppio       |                                              |                           |               |                     |
| 27 maggio | New South Wales Championships 1925 Sydney, Australia Erba Singolare - Doppio            | Norman Peach 6-4 1-6 4-6 7-5 8-6             | A. Seiler                 |               |                     |
| 27 maggio | New South Wales Championships 1925 Sydney, Australia Erba Singolare - Doppio            | Jack Cummings Clifford Colvin 6-4 7-5 ritiro | Fred Kalms Jim Willard    |               |                     |
| 27 maggio | Castle Point Trophy 1925 Hoboken, USA Singolare - Doppio                                | William Crocker                              | Horace G. Orser           |               |                     |
| 27 maggio | Castle Point Trophy 1925 Hoboken, USA Singolare - Doppio                                |                                              |                           |               |                     |
| 31 maggio | Central California Championships 1925 Sacramento, USA Cemento Singolare - Doppio        | Bill Johnston 6-1 6-0                        | Harold Godshall           |               |                     |
| 31 maggio | Central California Championships 1925 Sacramento, USA Cemento Singolare - Doppio        |                                              |                           |               |                     |
| 31 maggio | Connecticut State Championships 1925 New Haven, USA Singolare - Doppio                  | Arnold Jones 6-0 6-1 6-3                     | Edward Hopkins            |               |                     |
| 31 maggio | Connecticut State Championships 1925 New Haven, USA Singolare - Doppio                  |                                              |                           |               |                     |
| 31 maggio | Orange Club Championships 1925 Mountain Station, USA Erba Singolare - Doppio            | Vincent Richards 4-6 6-1 7-5 6-4             | Bill Tilden               |               |                     |
| 31 maggio | Orange Club Championships 1925 Mountain Station, USA Erba Singolare - Doppio            |                                              |                           |               |                     |
| 31 maggio | Queensboro Championships 1925 Kew Gardens, USA Singolare - Doppio                       | Samuel Howard Voshell 6-1 7-5 6-2            | Cecil Donaldson           |               |                     |
| 31 maggio | Queensboro Championships 1925 Kew Gardens, USA Singolare - Doppio                       |                                              |                           |               |                     |

### Giugno
| Settimana | Torneo                                                                                          | Vincitore                           | Finalista              | Semifinalisti | Eliminati ai quarti |
| --------- | ----------------------------------------------------------------------------------------------- | ----------------------------------- | ---------------------- | ------------- | ------------------- |
| giugno    | Kent Championships 1925 Beckenham, Gran Bretagna Erba Singolare - Doppio                        | Randolph Lycett 6-3 6-1 5-7 6-4     | Lewis Barclay          |               |                     |
| giugno    | Kent Championships 1925 Beckenham, Gran Bretagna Erba Singolare - Doppio                        |                                     |                        |               |                     |
| 1º giugno | Torneo di Saint George's Hill 1925 Weybridge, Gran Bretagna Erba Singolare - Doppio             | Erik von Braun 6-1 6-3              | J.S. Heagerty          |               |                     |
| 1º giugno | Torneo di Saint George's Hill 1925 Weybridge, Gran Bretagna Erba Singolare - Doppio             |                                     |                        |               |                     |
| 1º giugno | Northern Championships 1925 Manchester, Gran Bretagna Erba Singolare - Doppio                   | Norman Dicks 6-1 7-5 2-6 6-3        | Gerald R. Sherwell     |               |                     |
| 1º giugno | Northern Championships 1925 Manchester, Gran Bretagna Erba Singolare - Doppio                   |                                     |                        |               |                     |
| 1º giugno | North London Championships 1925 Londra, Gran Bretagna Erba Singolare - Doppio                   | Leighton Crawford 7-5 6-2 6-4       | Marion Francis Fisher  |               |                     |
| 1º giugno | North London Championships 1925 Londra, Gran Bretagna Erba Singolare - Doppio                   |                                     |                        |               |                     |
| 4 giugno  | West of England Championships 1925 Bristol, Gran Bretagna Erba Singolare - Doppio               | Frank Riseley 6-3 6-4               | Hogan                  |               |                     |
| 4 giugno  | West of England Championships 1925 Bristol, Gran Bretagna Erba Singolare - Doppio               |                                     |                        |               |                     |
| 7 giugno  | Internazionali di Francia 1925 Parigi, Francia Terra rossa Singolare - Doppio                   | René Lacoste 7-5 6-1 6-4            | Jean Borotra           |               |                     |
| 7 giugno  | Internazionali di Francia 1925 Parigi, Francia Terra rossa Singolare - Doppio                   |                                     |                        |               |                     |
| 8 giugno  | Texas State Championships 1925 San Antonio, USA Singolare - Doppio                              | Brian Norton 6-1 6-2 6-0            | Lewis N. White         |               |                     |
| 8 giugno  | Texas State Championships 1925 San Antonio, USA Singolare - Doppio                              |                                     |                        |               |                     |
| 8 giugno  | Philadelphia Districts Championships 1925 Filadelfia, USA Singolare - Doppio                    | Wallace Ford Johnson 6-4 8-6 6-4    | Carl Fischer           |               |                     |
| 8 giugno  | Philadelphia Districts Championships 1925 Filadelfia, USA Singolare - Doppio                    |                                     |                        |               |                     |
| 8 giugno  | Brooklyn Championships 1925 Brooklyn, USA Singolare - Doppio                                    | Percy Lloyd Kynaston 6-2 6-2 6-2    | Allen Hawthorne Behr   |               |                     |
| 8 giugno  | Brooklyn Championships 1925 Brooklyn, USA Singolare - Doppio                                    |                                     |                        |               |                     |
| 10 giugno | Swiss International Championships 1925 Berna, Svizzera Singolare - Doppio                       | Charles Aeschliman 6-4 6-0 6-3      | P. Beloux              |               |                     |
| 10 giugno | Swiss International Championships 1925 Berna, Svizzera Singolare - Doppio                       |                                     |                        |               |                     |
| 12 giugno | New Jersey State Championships 1925 Montclair, USA Singolare - Doppio                           | José Alonso 6-3 6-4 7-5             | Herbert Bowman         |               |                     |
| 12 giugno | New Jersey State Championships 1925 Montclair, USA Singolare - Doppio                           |                                     |                        |               |                     |
| 13 giugno | New England Championships 1925 Hartford, USA Terra rossa Singolare - Doppio                     | Bill Tilden 6-4 6-4 6-1             | Manuel Alonso          |               |                     |
| 13 giugno | New England Championships 1925 Hartford, USA Terra rossa Singolare - Doppio                     |                                     |                        |               |                     |
| 15 giugno | Queen's Club Championships 1925 Londra, Gran Bretagna Erba Singolare - Doppio                   | Gordon Lowe 6-2 9-7                 | Henry George Mayes     |               |                     |
| 15 giugno | Queen's Club Championships 1925 Londra, Gran Bretagna Erba Singolare - Doppio                   |                                     |                        |               |                     |
| 20 giugno | Delaware State Championships 1925 Wilmington, USA Singolare - Doppio                            | Frederic Mercur 7-9 6-4 4-6 6-4 6-3 | Cranston Holman        |               |                     |
| 20 giugno | Delaware State Championships 1925 Wilmington, USA Singolare - Doppio                            |                                     |                        |               |                     |
| 21 giugno | Metropolitan Clay Court Championships 1925 New York, USA Terra rossa Singolare - Doppio         | Bill Tilden 6-3 6-3 6-4             | Vincent Richards       |               |                     |
| 21 giugno |                                                                                                 |                                     |                        |               |                     |
| 22 giugno | New South Wales Hard Court Championships 1925 Dubbo, Australia Singolare - Doppio               | Jim Willard 6-1 6-3                 | Jack Cummings          |               |                     |
| 22 giugno | New South Wales Hard Court Championships 1925 Dubbo, Australia Singolare - Doppio               |                                     |                        |               |                     |
| 27 giugno | Eastern New York Clay Court Championships 1925 New Rochelle, USA Terra rossa Singolare - Doppio | Bill Tilden 8-6 6-4 6-2             | Vincent Richards       |               |                     |
| 27 giugno | Eastern New York Clay Court Championships 1925 New Rochelle, USA Terra rossa Singolare - Doppio |                                     |                        |               |                     |
| 28 giugno | Pacific Coast Championships 1925 Berkeley, USA Cemento Singolare - Doppio                       | Bill Johnston 6-2 6-1 6-4           | Clarence James Griffin |               |                     |
| 28 giugno | Pacific Coast Championships 1925 Berkeley, USA Cemento Singolare - Doppio                       |                                     |                        |               |                     |
| 29 giugno | Utah State Championships 1925 Salt Lake City, USA Singolare - Doppio                            | John Doeg 6-8 7-5 6-2 6-1           | Charles Dixon          |               |                     |
| 29 giugno | Utah State Championships 1925 Salt Lake City, USA Singolare - Doppio                            |                                     |                        |               |                     |
| 29 giugno | Middle States Championships 1925 Filadelfia, USA Erba Singolare - Doppio                        | Frederic Mercur 7-5 3-6 8-6         | Mann                   |               |                     |
| 29 giugno | Middle States Championships 1925 Filadelfia, USA Erba Singolare - Doppio                        |                                     |                        |               |                     |

### Luglio
| Settimana | Torneo                                                                                   | Vincitore                                          | Finalista                        | Semifinalisti | Eliminati ai quarti |
| --------- | ---------------------------------------------------------------------------------------- | -------------------------------------------------- | -------------------------------- | ------------- | ------------------- |
| luglio    | Irish Championships 1925 Dublino, Irlanda Erba Singolare - Doppio                        | Charles Scroope 6-3 6-3 6-0                        | Maurice Summerson                |               |                     |
| luglio    | Irish Championships 1925 Dublino, Irlanda Erba Singolare - Doppio                        |                                                    |                                  |               |                     |
| 3 luglio  | Torneo di Wimbledon 1925 Londra, Gran Bretagna Erba Singolare - Doppio                   | René Lacoste 6-3 6-3 4-6 8-6                       | Jean Borotra                     |               |                     |
| 3 luglio  | Torneo di Wimbledon 1925 Londra, Gran Bretagna Erba Singolare - Doppio                   | René Lacoste Jean Borotra 6-4 11-9 4-6 1-6 6-3     | John Hennessey Raymond Casey     |               |                     |
| 4 luglio  | Nassau Bowl 1925 Glen Cove, USA Erba Singolare - Doppio                                  | Bill Tilden 6-4 6-0 6-0                            | Alfred Chapin                    |               |                     |
| 4 luglio  | Nassau Bowl 1925 Glen Cove, USA Erba Singolare - Doppio                                  |                                                    |                                  |               |                     |
| 5 luglio  | Kings County Championships 1925 Brooklyn, USA Singolare - Doppio                         | Percy Lloyd Kynaston 6-4 1-6 6-1 6-3               | Allen Hawthorne Behr             |               |                     |
| 5 luglio  | Kings County Championships 1925 Brooklyn, USA Singolare - Doppio                         |                                                    |                                  |               |                     |
| 6 luglio  | Missouri State Championships 1925 Kansas City, USA Singolare - Doppio                    | Brian Norton 6-4 6-0 6-0                           | Paul Bennett                     |               |                     |
| 6 luglio  | Missouri State Championships 1925 Kansas City, USA Singolare - Doppio                    |                                                    |                                  |               |                     |
| 6 luglio  | East of England Championships 1925 Felixstowe, Gran Bretagna Singolare - Doppio          | Max Woosnam 3-6 6-1 6-2 6-2                        | Charles Kingsley                 |               |                     |
| 6 luglio  | East of England Championships 1925 Felixstowe, Gran Bretagna Singolare - Doppio          |                                                    |                                  |               |                     |
| 7 luglio  | Midland Counties Championships 1925 Edgbaston, Gran Bretagna Erba Singolare - Doppio     | John Brian Gilbert 4-6 7-5 6-3 5-7 6-3             | Hector Cosmo Fisher              |               |                     |
| 7 luglio  | Midland Counties Championships 1925 Edgbaston, Gran Bretagna Erba Singolare - Doppio     |                                                    |                                  |               |                     |
| 11 luglio | New York State Championships 1925 Syracuse, USA Singolare - Doppio                       | Jerry Lang 1-6 6-3 7-5 6-3                         | Herbert Bowman                   |               |                     |
| 11 luglio | New York State Championships 1925 Syracuse, USA Singolare - Doppio                       |                                                    |                                  |               |                     |
| 11 luglio | Rhode Island State Championships 1925 Providence, USA Terra rossa Singolare - Doppio     | Bill Tilden 6-2 6-3 6-3                            | Arnold W. Jones                  |               |                     |
| 11 luglio | Rhode Island State Championships 1925 Providence, USA Terra rossa Singolare - Doppio     |                                                    |                                  |               |                     |
| 12 luglio | Canadian Championships 1925 Vancouver, Canada Singolare - Doppio                         | William F. Crocker 4-6 7-5 18-16 6-2               | Wallace Scott                    |               |                     |
| 12 luglio | Canadian Championships 1925 Vancouver, Canada Singolare - Doppio                         | Willard Crocker Jack Wright 6-2 6-2 0-6 6-2        | Wallace Scott Leon Turenne       |               |                     |
| 12 luglio | Tri-State Championships 1925 Cincinnati, USA Terra rossa Singolare - Doppio              | George Lott 6-3 7-5 6-1                            | Julius Sagalowsky                |               |                     |
| 12 luglio | Tri-State Championships 1925 Cincinnati, USA Terra rossa Singolare - Doppio              | George Lott Thomas McGlinn 6-4, 3-6, 6-1, 4-6, 6-1 | Reuben Holden H. Truxton Emerson |               |                     |
| 13 luglio | Torneo di Frinton-on-Sea 1925 Frinton-on-Sea, Gran Bretagna Erba Singolare - Doppio      | Roger George 13-15 6-4 6-3                         | Charles Kingsley                 |               |                     |
| 13 luglio | Torneo di Frinton-on-Sea 1925 Frinton-on-Sea, Gran Bretagna Erba Singolare - Doppio      |                                                    |                                  |               |                     |
| 14 luglio | Welsh Championships 1925 Newport, Gran Bretagna Erba Singolare - Doppio                  | Hillyard 7-5 6-2 8-10 6-1                          | Williams Crawshay                |               |                     |
| 14 luglio | Welsh Championships 1925 Newport, Gran Bretagna Erba Singolare - Doppio                  |                                                    |                                  |               |                     |
| 18 luglio | South Dakota State Championships 1925 Sioux Falls, USA Singolare - Doppio                | John Doeg 6-3 6-4 6-3                              | Bancroft                         |               |                     |
| 18 luglio | South Dakota State Championships 1925 Sioux Falls, USA Singolare - Doppio                |                                                    |                                  |               |                     |
| 18 luglio | Quaker Ridge Championships 1925 New Rochelle, USA Singolare - Doppio                     | Percy Lloyd Kynaston                               | Herbert Bowman                   |               |                     |
| 18 luglio | Quaker Ridge Championships 1925 New Rochelle, USA Singolare - Doppio                     |                                                    |                                  |               |                     |
| 18 luglio | Longwood Bowl 1925 Brookline, USA Erba Singolare - Doppio                                | Gerald Patterson 5-7 7-5 3-6 6-3 6-1               | Takeichi Harada                  |               |                     |
| 18 luglio | Longwood Bowl 1925 Brookline, USA Erba Singolare - Doppio                                |                                                    |                                  |               |                     |
| 19 luglio | Long Island State Championships 1925 Woodmere, USA Singolare - Doppio                    | Vincent Richards 6-2 6-3 6-2                       | Jerry Lang                       |               |                     |
| 19 luglio | Long Island State Championships 1925 Woodmere, USA Singolare - Doppio                    |                                                    |                                  |               |                     |
| 19 luglio | World Pro Championships 1925 Deauville, Francia Terra rossa Singolare - Doppio           | Karel Koželuh 6-1 3-6 3-6 7-5 6-0                  | Albert Burke                     |               |                     |
| 19 luglio | World Pro Championships 1925 Deauville, Francia Terra rossa Singolare - Doppio           |                                                    |                                  |               |                     |
| 19 luglio | U.S. Men's Clay Court Championships 1925 Saint Louis, USA Terra rossa Singolare - Doppio | Bill Tilden 3-6 6-3 2-6 6-2 8-6                    | George Lott                      |               |                     |
| 19 luglio | U.S. Men's Clay Court Championships 1925 Saint Louis, USA Terra rossa Singolare - Doppio | Harvey Snodgrass Walter Wesbrook                   |                                  |               |                     |
| 25 luglio | West Virginia State Championships 1925 White Sulphur Springs, USA Singolare - Doppio     | Thomas J. Mangan 6-2 6-1 6-1                       | Harvey Snodgrass                 |               |                     |
| 25 luglio | West Virginia State Championships 1925 White Sulphur Springs, USA Singolare - Doppio     |                                                    |                                  |               |                     |
| 25 luglio | Wisconsin State Championships 1925 Milwaukee, USA Singolare - Doppio                     | Walter Kenneth Wesbrook 6-2 7-5 6-2                | Francis Hunter                   |               |                     |
| 25 luglio | Wisconsin State Championships 1925 Milwaukee, USA Singolare - Doppio                     |                                                    |                                  |               |                     |
| 26 luglio | North Jersey Coast Championships 1925 Spring Lake, USA Singolare - Doppio                | Frederick Anderson                                 | John Van Ryn                     |               |                     |
| 26 luglio | North Jersey Coast Championships 1925 Spring Lake, USA Singolare - Doppio                |                                                    |                                  |               |                     |
| 26 luglio | Illinois State Championships 1925 Glencoe, USA Erba Singolare - Doppio                   | Bill Tilden 6-4 6-3 9-7                            | Bill Johnston                    |               |                     |
| 26 luglio | Illinois State Championships 1925 Glencoe, USA Erba Singolare - Doppio                   |                                                    |                                  |               |                     |
| 26 luglio | Metropolitan Grass Court Championships 1925 Brooklyn, USA Erba Singolare - Doppio        | Vincent Richards 6-0 6-0 6-2                       | Samuel Howard Voshell            |               |                     |
| 26 luglio | Metropolitan Grass Court Championships 1925 Brooklyn, USA Erba Singolare - Doppio        |                                                    |                                  |               |                     |
| 27 luglio | Seabright Invitational 1925 Seabright, USA Erba Singolare - Doppio                       | Vincent Richards 6-1 4-6 6-0 6-0                   | James O. Anderson                |               |                     |
| 27 luglio | Seabright Invitational 1925 Seabright, USA Erba Singolare - Doppio                       |                                                    |                                  |               |                     |
| 27 luglio | Missouri Valley Championships 1925 Des Moines, USA Singolare - Doppio                    | Brian Norton 7-5 6-1 6-2                           | W. Brown                         |               |                     |
| 27 luglio | Missouri Valley Championships 1925 Des Moines, USA Singolare - Doppio                    |                                                    |                                  |               |                     |

### Agosto
| Settimana | Torneo                                                                                    | Vincitore                           | Finalista               | Semifinalisti | Eliminati ai quarti |
| --------- | ----------------------------------------------------------------------------------------- | ----------------------------------- | ----------------------- | ------------- | ------------------- |
| agosto    | Suffolk Championships 1925 Saxmundham, Gran Bretagna Erba Singolare - Doppio              | Randolph Lycett 6-3 6-3             | Bunny Henry Austin      |               |                     |
| agosto    | Suffolk Championships 1925 Saxmundham, Gran Bretagna Erba Singolare - Doppio              |                                     |                         |               |                     |
| agosto    | Derbyshire Championships 1925 Buxton, Gran Bretagna Erba Singolare - Doppio               | Gordon Crole-Rees 6-2 6-4           | George Fletcher         |               |                     |
| agosto    | Derbyshire Championships 1925 Buxton, Gran Bretagna Erba Singolare - Doppio               |                                     |                         |               |                     |
| agosto    | Queensland Championships 1925 Brisbane, Australia Erba Singolare - Doppio                 | Pat O'Hara Wood 6-3 2-6 5-7 6-4 6-2 | Jack Cummings           |               |                     |
| agosto    | Queensland Championships 1925 Brisbane, Australia Erba Singolare - Doppio                 |                                     |                         |               |                     |
| 1º agosto | Nassau & Suffuck Championships 1925 Hempstead, USA Singolare - Doppio                     | Major                               | Kenneth D. Fisher       |               |                     |
| 1º agosto | Nassau & Suffuck Championships 1925 Hempstead, USA Singolare - Doppio                     |                                     |                         |               |                     |
| 3 agosto  | Philadelphia Clay Court Championships 1925 Filadelfia, USA Terra rossa Singolare - Doppio | Carl Fischer 7-5 6-3 6-3            | Samuel Gilpin           |               |                     |
| 3 agosto  | Philadelphia Clay Court Championships 1925 Filadelfia, USA Terra rossa Singolare - Doppio |                                     |                         |               |                     |
| 3 agosto  | Allegheny Mountains Championships 1925 Allegheny, USA Singolare - Doppio                  | Frederic Mercur 3-6 3-6 6-2 6-4 6-0 | Thomas J. Mangan        |               |                     |
| 3 agosto  | Allegheny Mountains Championships 1925 Allegheny, USA Singolare - Doppio                  |                                     |                         |               |                     |
| 3 agosto  | Hampshire Championships 1925 Bournemouth, Gran Bretagna Erba Singolare - Doppio           | Patrick Wheatley 6-2 6-3            | N.R. Chapman            |               |                     |
| 3 agosto  | Hampshire Championships 1925 Bournemouth, Gran Bretagna Erba Singolare - Doppio           |                                     |                         |               |                     |
| 9 agosto  | Western Championships 1925 Detroit, USA Singolare - Doppio                                | Harvey Snodgrass 3-6 8-6 7-5 8-6    | Walter Kenneth Wesbrook |               |                     |
| 9 agosto  | Western Championships 1925 Detroit, USA Singolare - Doppio                                |                                     |                         |               |                     |
| 10 agosto | Connecticut State Championships 1925 Norfolk, USA Singolare - Doppio                      | Allen Hawthorne Behr                | Anton Von Bernuth       |               |                     |
| 10 agosto | Connecticut State Championships 1925 Norfolk, USA Singolare - Doppio                      |                                     |                         |               |                     |
| 15 agosto | Southampton Invitation 1925 Southampton, USA Singolare - Doppio                           | Howard Kinsey 6-2 6-4 6-0           | George Lott             |               |                     |
| 15 agosto | Southampton Invitation 1925 Southampton, USA Singolare - Doppio                           |                                     |                         |               |                     |
| 17 agosto | North of England Championships 1925 Scarborough, Gran Bretagna Erba Singolare - Doppio    | Charles Kingsley 6-4 3-6 6-4 6-3    | Gordon Crole-Rees       |               |                     |
| 17 agosto | North of England Championships 1925 Scarborough, Gran Bretagna Erba Singolare - Doppio    |                                     |                         |               |                     |
| 17 agosto | West Sussex Championships 1925 Bognor Regis, Gran Bretagna Singolare - Doppio             | Nigel Sharpe 6-4 6-4                | Norman Dicks            |               |                     |
| 17 agosto | West Sussex Championships 1925 Bognor Regis, Gran Bretagna Singolare - Doppio             |                                     |                         |               |                     |
| 24 agosto | Atlantic Coast Invitational 1925 Ocean City, USA Singolare - Doppio                       | Wallace Ford Johnson                | Jerry Lang              |               |                     |
| 24 agosto | Atlantic Coast Invitational 1925 Ocean City, USA Singolare - Doppio                       |                                     |                         |               |                     |
| 24 agosto | Newport Casino Trophy 1925 Newport, USA Erba Singolare - Doppio                           | Bill Johnston 6-3 6-3 6-3           | Brian Norton            |               |                     |
| 24 agosto | Newport Casino Trophy 1925 Newport, USA Erba Singolare - Doppio                           |                                     |                         |               |                     |
| 31 agosto | Cinque Ports Championships 1925 Folkestone, Gran Bretagna Singolare - Doppio              | Henry Standring 6-2 6-0 7-9 0-6 6-2 | Nigel Sharpe            |               |                     |
| 31 agosto | Cinque Ports Championships 1925 Folkestone, Gran Bretagna Singolare - Doppio              |                                     |                         |               |                     |
| 31 agosto | Torneo di Evian-les-Bains 1925 Évian-les-Bains, Francia Terra rossa Singolare - Doppio    | Henri Cochet 6-1 6-2 13-11          | Jean Couiteas           |               |                     |
| 31 agosto | Torneo di Evian-les-Bains 1925 Évian-les-Bains, Francia Terra rossa Singolare - Doppio    |                                     |                         |               |                     |

### Settembre
| Settimana    | Torneo                                                                                | Vincitore                                                  | Finalista                    | Semifinalisti | Eliminati ai quarti |
| ------------ | ------------------------------------------------------------------------------------- | ---------------------------------------------------------- | ---------------------------- | ------------- | ------------------- |
| settembre    | South of England Championships 1925 Eastbourne, Gran Bretagna Erba Singolare - Doppio | Charles Kingsley 4-6 6-2 6-3 3-6 6-2                       | Gordon Lowe                  |               |                     |
| settembre    | South of England Championships 1925 Eastbourne, Gran Bretagna Erba Singolare - Doppio |                                                            |                              |               |                     |
| 3 settembre  | Essex County Championships 1925 Manchester, USA Erba Singolare - Doppio               | Manuel Alonso 6-2 7-5 6-1                                  | Cranston Holman              |               |                     |
| 3 settembre  | Essex County Championships 1925 Manchester, USA Erba Singolare - Doppio               |                                                            |                              |               |                     |
| 6 settembre  | Southern New York Championships 1925 Rye, USA Singolare - Doppio                      | W. Brown 6-2 6-2                                           | Saeed-Mohammed Hadi          |               |                     |
| 6 settembre  | Southern New York Championships 1925 Rye, USA Singolare - Doppio                      |                                                            |                              |               |                     |
| 13 settembre | California State Championships 1925 Berkeley, USA Cemento Singolare - Doppio          | Gerald Stratford 6-4 7-5 6-4                               | Clarence James Griffin       |               |                     |
| 13 settembre | California State Championships 1925 Berkeley, USA Cemento Singolare - Doppio          |                                                            |                              |               |                     |
| 20 settembre | U.S. National Championships 1925 New York, USA Erba Singolare - Doppio                | Bill Tilden 4-6 11-9 6-3 4-6 6-3                           | Bill Johnston                |               |                     |
| 20 settembre | U.S. National Championships 1925 New York, USA Erba Singolare - Doppio                | Richard Norris Williams Vincent Richards 6-2 8-10 6-4 11-9 | Gerald Patterson John Hawkes |               |                     |

### Ottobre
| Settimana  | Torneo                                                                                           | Vincitore                              | Finalista    | Semifinalisti | Eliminati ai quarti |
| ---------- | ------------------------------------------------------------------------------------------------ | -------------------------------------- | ------------ | ------------- | ------------------- |
| 12 ottobre | Queen's Covered Court Championships 1925 Londra, Gran Bretagna Parquet indoor Singolare - Doppio | Patrick Spence 8-6 6-3 7-5             | Edward Higgs |               |                     |
| 12 ottobre | Queen's Covered Court Championships 1925 Londra, Gran Bretagna Parquet indoor Singolare - Doppio |                                        |              |               |                     |
| 19 ottobre | Canadian Covered Court Championships 1925 Montréal, Canada Singolare - Doppio                    | William F. Crocker 9-7 6-1 3-6 4-6 6-3 | Jack Wright  |               |                     |
| 19 ottobre | Canadian Covered Court Championships 1925 Montréal, Canada Singolare - Doppio                    |                                        |              |               |                     |

### Novembre
| Settimana   | Torneo                                                                               | Vincitore                         | Finalista     | Semifinalisti | Eliminati ai quarti |
| ----------- | ------------------------------------------------------------------------------------ | --------------------------------- | ------------- | ------------- | ------------------- |
| 1º novembre | Tournoi de La Touissant 1925 Parigi, Francia Singolare - Doppio                      | Jean Borotra 2-6 6-3 10-8 6-4 6-0 | Jean Couiteas |               |                     |
| 1º novembre | Tournoi de La Touissant 1925 Parigi, Francia Singolare - Doppio                      |                                   |               |               |                     |
| 1º novembre | Mexican Championships 1925 Città del Messico, Messico Terra rossa Singolare - Doppio | Bill Johnston 6-3 6-0 6-4         | Howard Kinsey |               |                     |
| 1º novembre | Mexican Championships 1925 Città del Messico, Messico Terra rossa Singolare - Doppio |                                   |               |               |                     |
| 30 novembre | Victorian Championships 1925 Melbourne, Australia Erba Singolare - Doppio            | Richard Schlesinger 6-3 9-7 6-1   | Tim Fitchett  |               |                     |
| 30 novembre | Victorian Championships 1925 Melbourne, Australia Erba Singolare - Doppio            |                                   |               |               |                     |

### Dicembre
| Settimana   | Torneo                                                                                | Vincitore                        | Finalista        | Semifinalisti | Eliminati ai quarti |
| ----------- | ------------------------------------------------------------------------------------- | -------------------------------- | ---------------- | ------------- | ------------------- |
| 13 dicembre | Bristol Cup 1925 Cannes, Francia Singolare - Doppio                                   | Albert Burke 0-6 4-6 6-4 6-4 6-1 | Roman Najuch     |               |                     |
| 13 dicembre | Bristol Cup 1925 Cannes, Francia Singolare - Doppio                                   |                                  |                  |               |                     |
| 20 dicembre | New Zealand Championships 1925 Auckland, Nuova Zelanda Singolare - Doppio             | Geoffrey M. Ollivier             | Donald G. France |               |                     |
| 20 dicembre | New Zealand Championships 1925 Auckland, Nuova Zelanda Singolare - Doppio             | L.G. Knott N.G. Sturt            |                  |               |                     |
| 20 dicembre | Monegasque Championships 1925 Monte Carlo, Monte Carlo Terra rossa Singolare - Doppio | Jacques Brugnon 6-4 1-6 6-3 6-3  | Donald M. Greig  |               |                     |
| 20 dicembre | Monegasque Championships 1925 Monte Carlo, Monte Carlo Terra rossa Singolare - Doppio |                                  |                  |               |                     |
| 20 dicembre | Coupe de Noel 1925 Parigi, Francia Parquet indoor Singolare - Doppio                  | René Lacoste 6-1 4-6 8-6 7-5     | Jean Borotra     |               |                     |
| 20 dicembre | Coupe de Noel 1925 Parigi, Francia Parquet indoor Singolare - Doppio                  |                                  |                  |               |                     |

## Senza data
| Settimana  | Torneo                                                   | Vincitore    | Finalista                 | Semifinalisti | Eliminati ai quarti |
| ---------- | -------------------------------------------------------- | ------------ | ------------------------- | ------------- | ------------------- |
| Senza data | Torneo di La Jolla 1925 La Jolla, USA Singolare - Doppio | Norval Graig | non conosciuta (bandiera) |               |                     |
| Senza data | Torneo di La Jolla 1925 La Jolla, USA Singolare - Doppio |              |                           |               |                     |